# محمد علي عامر المجيعي
مجاهد ليبي من مدينة مصراتة ولد في قرية زريق سنة 1864 م وقد كان من قادة المعارك ضد الاحتلال الإيطالي واشتهر في فترة الجهاد بمهارته العالية في القتال واشتهر أيضا بدقته العالية علي القنص بالبندقية. خاض معارك كثيره ضد الإيطالين وكان عونا للمجاهدالبطل رمضان بيك الشتيوي السويحلي ومن بعده أخوه المجاهد سعدون السويحلي. توفي في مصراتة ودفن في قريته زريق سنة 1978 م.